# Stillwell Hills
Die Stillwell Hills sind eine Gruppe felsiger Hügel aus gebänderten Gneisen im ostantarktischen Kempland. Sie ragen am Südwestufer der William Scoresby Bay auf. Zu ihnen gehören der Kemp Peak und das Lealand Bluff.
Wissenschaftler der britischen Discovery Investigations erkundeten sie im Februar 1936. Luftaufnahmen der Lars-Christensen-Expedition 1936/37 dienten ihrer Kartierung. Geologen der Australian National Antarctic Research Expeditions untersuchten sie im Jahr 1961. Das Antarctic Names Committee of Australia benannte sie nach dem australischen Geologen Frank Leslie Stillwell (1888–1963), Teilnehmer an der Australasiatischen Antarktisexpedition (1911–1914) des australischen Polarforschers Douglas Mawson. Stillwell hatte dabei eine Theorie der metamorphen Differenzierung gebänderter Gneise anhand entsprechender Funde an der Georg-V.-Küste entwickelt.